# Trần Anh Hùng
Trần Anh Hùng (Mỹ Tho, 23 dicembre 1962) è un regista e sceneggiatore vietnamita naturalizzato francese.
Considerato il cineasta più famoso del suo Paese d'origine, il suo film d'esordio Il profumo della papaya verde (1993) è stato candidato all'Oscar al miglior film straniero. Nel 1995 ha vinto il Leone d'oro al Festival di Venezia con Cyclo.

## Biografia

### Primi anni
Nasce nel 1962 a Mỹ Tho, nel Vietnam del Sud. Nel 1975, poco prima della caduta di Saigon, la famiglia emigra in Laos e poi in Francia, stabilendosi a Villeneuve-le-Roi. Studia filosofia a Parigi, appassionandosi poi al cinema in seguito alla visione del film Poussière d’empire (1983), diretto dal compatriota Lam Lê. Nel 1987 termina gli studi alla scuola Louis-Lumière, che forma prevalentemente direttori della fotografia, con un cortometraggio interpretato dalla futura moglie Trần Nữ Yên Khê e ispirato ad un racconto vietnamita del XVII secolo. Il suo secondo corto, anch'esso legato alla storia del Vietnam, viene prodotto nel 1991 da Christophe Rossignon della Lazennec, con cui Trần stringe un sodalizio professionale che si rivelerà duraturo e proficuo.

### La «trilogia vietnamita» (1993-2000)
Dopo i primi cortometraggi, scrive e dirige tre film in lingua vietnamita con cui ottiene il plauso della critica, spesso descritti come parte di una trilogia tematica, interpretazione che però ha personalmente sempre rifiutato; nel 1993 realizza Il profumo della papaya verde, prodotto e girato interamente in Francia, ma ambientato in un Vietnam "ricostruito a partire dai miei ricordi"; la trama segue la domestica di una famiglia altolocata di Saigon (interpretata da adulta da Yên Khê) dal 1951 al 1961. Il film fa discutere per la rappresentazione che fornisce del paese sotto l'occupazione francese, specie da parte di un esule, e della sua condizione femminile, ma l'esordio di Trần viene comunque premiato ai premi César e al festival di Cannes; l'anno seguente è tra i candidati all'Oscar al miglior film in lingua straniera, primo ed unico film in rappresentanza del Vietnam a riuscirci.
Recatosi in Vietnam durante la produzione del Profumo della papaya verde per ragioni di location scouting, il regista si interessa alla situazione del paese e decide di incentrarvi il suo secondo lungometraggio. Di nuovo ambientato a Saigon, ormai l'odierna Ho Chi Minh, Cyclo (1995) ha per protagonista un povero guidatore di risciò che, privato del suo mezzo di sussistenza, entra in una spirale di crimine e violenza, e vede la partecipazione della star di Hong Kong Tony Leung. Trần vi dipinge un Vietnam caotico e mercificato, nel bel mezzo delle trasformazioni economiche del Doi Moi, utilizzando peraltro uno stile più estetizzante e postmoderno di quello del suo film precedente. La giuria della 54ª Mostra internazionale d'arte cinematografica di Venezia, presieduta da Jorge Semprún, gli assegna il Leone d'oro, sancendo la nascita di un autore.
Tuttavia, i premi non bastano e Trần passerà i cinque anni seguenti a cercare, senza successo, i finanziamenti necessari per altri due film. Con Solstizio d'estate (Un Certain Regard di Cannes 2000), ritorna ad atmosfere più contemplative e vicine a Il profumo della papaya verde, raccontando la storia di tre sorelle di Hanoi.

### Film successivi
Dopo quasi un decennio di pausa dovuto a progetti mai concretizzatisi e la ricerca di finanziamenti, fa ritorno nel 2009 con un thriller in lingua inglese, I Come with the Rain; il film è un flop al botteghino e Trần se ne dichiara insoddisfatto, adducendo la sua «cattiva riuscita» a una diatriba col suo nuovo produttore in fase di montaggio. Nel 2010 dirige Norwegian Wood, prodotto in Giappone, che sceneggia adattando il romanzo omonimo di Haruki Murakami. Nel 2016 realizza un'altra trasposizione letteraria, Éternité, il suo primo film in francese e ambientato in Francia. Nel 2023 presenta Il gusto delle cose alla 76ª edizione del Festival di Cannes, vincendo il Prix de la mise en scene. Il film ha rappresentato la Francia agli Oscar 2024.

## Filmografia
- La Femme mariée de Nam Xuong – cortometraggio (1989)
- La Pierre de l'attente – cortometraggio (1991)
- Il profumo della papaya verde (Mùi đu đủ xanh) (1993)
- Cyclo (Xích lô) (1995)
- Solstizio d'estate (Mùa hè chiếu thẳng đứng) (2000)
- I Come with the Rain (2009)
- Norwegian Wood (Norūwei no mori) (2010)
- Éternité (2016)
- Il gusto delle cose (La Passion de Dodin Bouffant) (2023)

## Riconoscimenti
- Premio César
  - 1994 – Migliore opera prima per Il profumo della papaya verde
- Festival di Cannes
  - 1993 – Caméra d'or per Il profumo della papaya verde
  - 1993 – Prix de la jeunesse per Il profumo della papaya verde
  - 2023 – Prix de la mise en scène per Il gusto delle cose
- Mostra internazionale d'arte cinematografica di Venezia
  - 1995 – Leone d'oro al miglior film per Cyclo
  - 1995 – Premio FIPRESCI per Cyclo
  - 2010 - Candidatura al Leone d'oro per Norwegian Wood